# Josef Hladký
Josef Hladký (Praga, Checoslovaquia, 18 de junio de 1962) es un nadador retirado especialista en cuatro estilos. Ganó 5 medallas en los campeonatos europeos de natación a lo largo de su carrera.

## Palmarés internacional
| Campeonato Europeo de Natación | Campeonato Europeo de Natación | Campeonato Europeo de Natación | Campeonato Europeo de Natación |
| Año                            | Lugar                          | Medalla                        | Prueba                         |
| ------------------------------ | ------------------------------ | ------------------------------ | ------------------------------ |
| 1981                           | Split ( Yugoslavia)            | Medalla de bronce              | 200 m estilos                  |
| 1983                           | Roma ( Italia)                 | Medalla de bronce              | 200 m estilos                  |
| 1983                           | Roma ( Italia)                 | Medalla de bronce              | 400 m estilos                  |
| 1985                           | Sofia ( Bulgaria)              | Medalla de plata               | 200 m estilos                  |
| 1985                           | Bonn ( Alemania Occidental)    | Medalla de bronce              | 200 m estilos                  |